# Cabane Rochefort
La cabane Rochefort est un refuge de montagne du Club alpin suisse (CAS) dans le massif du Jura vaudois. Elle se trouve sur la commune d'Arzier-Le Muids à 1 390 mètres d'altitude. La cabane est la propriété de la section La Dôle et a été construite en 1934 et a fait l'objet d'une rénovation en 2004.
La cabane se situe à environ une heure de marche du village de Saint-Cergue.